# AN/TPY-2
AN/TPY-2 (Army Navy/Transportable Radar Surveillance) dawniej znany jako Forward-based X-Band Radar lub FBX-T - mobilny radar antybalistyczny ze skanowaniem fazowym w paśmie X na platformie kołowej, podstawowy element radiolokacji lądowego systemu obrony antybalistycznej teatru działań wojsk lądowych – THAAD. AN/TPY-2 przeznaczony jest także do samodzielnego działania w pobliżu terytorium potencjalnego startu pocisku balistycznego – w celu wczesnego wykrycia startu i śledzenia głowicy balistycznej. Radar ten został opracowany na podstawie izraelskiego radaru EL/M-2080, będącego częścią systemu antyrakietowego „Arrow II”.
Forward Based X-Band Radars jest elementem naziemnego systemu Ground-Based Midcourse Defense, w ramach którego radar AN/TPY-2 jest umieszczony w bazie Vandenberg AFB oraz w północnej Japonii, gdzie kolejny radar wnet zostanie umieszczony. Ponadto zostać ma zainstalowany w Turcji wraz z wyrzutniami THAAD, oraz w Gruzji, gdzie ma wspierać GBR w Czechach. Także w Izraelu jest zainstalowany radar FBX-T systemu Global Ballistic Missile Defense, obecnie przenoszony z bazy lotnictwa Izraela koło miejscowości Newatim na pustynię Negew